# Андреј Пиповић
Андреј Пиповић (Београд, 13. јун 1990) српски је филмски, позоришни, телевизијски и гласовни глумац. Познат је по улогама у серијама Бранио сам Младу Босну и Немањићи — рађање краљевине.

## Биографија
Рођен је 13. јун 1990. године у Београду. Његов отац је књижевник Бранислав Пиповић. Завршио је основну школу „Дринка Павловић”, гимназију „Свети Сава" и нижу музичку школу „Јосиф Маринковић”“, смер виолина. Темељно се бави историјом астрологије. Уписао је Филозофски факултет, катедра за историју уметности, 2024. године.
Први професионални ангажман у позоришту добио је току треће године студија у Мадленијануму, представом Плави анђео, Бранислава Пиповића, у режији Ерола Кадића. Након тога, играо је у представама Ћелава певачица, Прва парница у позоришту Славија и Драги тата у Дечјем културном центру.
Професионални рад на телевизији започиње филмом, а затим и серијом Бранио сам Младу Босну, а потом и награђиваном филму Поред мене и серији РТС-а Немањићи — рађање краљевине.
Тренутно ради у школи глуме Студио 1.

## Награде и признања
Године 2016, приликом 12. Аматерске глумачке свечаности Миливојев штап и шешир, добитник је награде за најбољег глумца фестивала и добитник реплике Миливојевог шешира, за улогу у представи Буба у уху.

## Филмографија
| Год.    | Назив                       | Улога              |
| ------- | --------------------------- | ------------------ |
| 2010-те |                             |                    |
| 2014—15 | Бранио сам Младу Босну      | Цвјетко Поповић    |
| 2015    | Поред мене                  | Матија             |
| 2018    | Немањићи — рађање краљевине | Растко Немањић     |
| 2019    | Жмурке                      | Андреј             |
| 2020    | Југословенка                | Радомир Рада Пашић |
| 2022    | Комунистички рај            |                    |

## Синхронизацијске улоге
| Година синх. | Цртани филм             | Улога                                       |
| ------------ | ----------------------- | ------------------------------------------- |
| 2010-те      |                         |                                             |
| 2013.        | Авиони                  | Ехо, Зед                                    |
| 2018.        | Невиђени 2              | Виктор Качет                                |
| 2019.        | Грдана: Господарица зла | додатни гласови                             |
| 2019.        | Дамбо                   | додатни гласови                             |
| 2019.        | Залеђено краљевство 2   | Стражар, Аренделски војник, додатни гласови |
| 2019.        | Прича о играчкама 4     | Кабум ТВ водитељ, додатни гласови           |

## Представе
| Представа      | Улога         |
| -------------- | ------------- |
| Ничији син     | Пацијент II   |
| Прва парница   | Михајловић    |
| Снежна бајка   |               |
| Плави анђео    |               |
| Коњић у пиџами |               |
| Буба у уху     | Ками Шандебиз |